# Błaszki Wąskotorowe
Błaszki Wąskotorowe – dawna wąskotorowa stacja kolejowa w Maciszewicach koło Błaszek w województwie łódzkim w Polsce.